# Зграда КУД ”Абрашевић”
Зграда КУД ”Абрашевић” саграђена је између два светска рата. Првобитно је у њој био хотел ”Српски краљ”.

## Архитектура
Фасада је омалтерисана, са кордонским венцем између приземља и спрата и кровног венца који завршава фасаду. Прозори имају равне надпрозорске фронтове, док су парапети испод прозора украшени балустерима. Три терасе са балустером ослоњене су на лучне конзоле. Улази су наглашени дорским стубовима са стопом и капителом, изнад којих се налази лучни венац.
Ова једноспратница подигнута је у строго уздржаном академском маниру. Доминира њена подужна контура, рашчлањена функционалним отворима у приземљу и на спрату. Декорација је умерена и неупадљива.